# Gerald Johnson

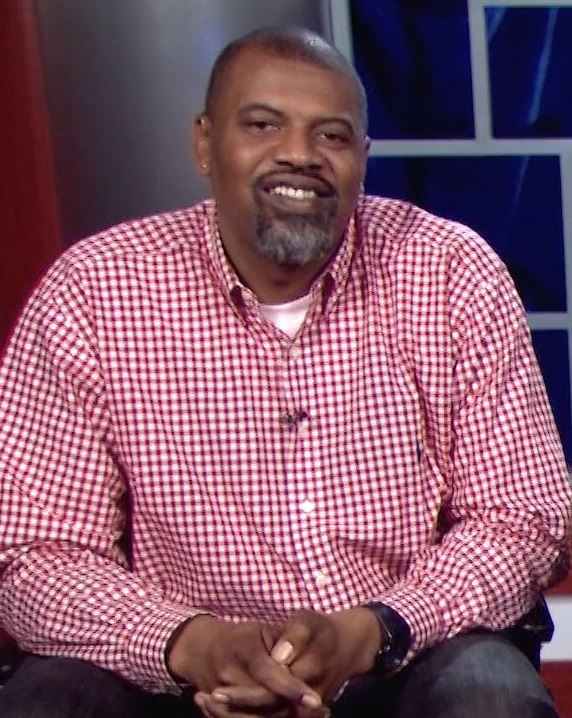
Slink Johnson (2018)

Gerald „Slink“ Johnson (* in Dumas, Arkansas) ist ein US-amerikanischer Schauspieler, Produzent und Synchronsprecher.

## Leben
Johnson wurde in Dumas, einer Kleinstadt von Arkansas, geboren und lebte dort bis zu seinem zehnten Lebensjahr. Anschließend zog er mit seiner Mutter und seinen Geschwistern nach Los Angeles und später nach Inglewood um.
Seine Karriere im Fernsehen begann Johnson in der Komödie The Super Rumble Mixshow, wo er die Rolle von „Black Jesus“ übernahm. Seit 2014 spielt er in der Fernsehkomödie Black Jesus die Hauptrolle; erneut übernimmt er hier die Rolle von „Black Jesus“.
Einem sehr viel größeren Publikum wurde Johnson durch seine Rolle als Lamar Davis, einem Drogendealer, im Videospiel Grand Theft Auto V bekannt. Für diese Rolle erhielt Johnson viel Lob von den Fans.

## Filmografie

### Fernsehen
- 2008: The Super Rumble Mixshow
- 2014: Black Jesus

### Film
- 2020: John Henry

### Synchronsprecher
- 2013: Grand Theft Auto V